# هیوستون راکتس
تیم بسکتبال هیوستون راکتس (به انگلیسی: Houston Rockets) از شهر هیوستون در ایالت تگزاس می‌باشد. ورزشگاه خانگی این تیم تویوتا سنتر نام دارد.

### اسطوره‌های بازنشسته
یائو مینگ بازیکن مهم این تیم بود که نتوانست به دلیل مصدومیت این تیم ار به قهرمانی برساند.
اما حکیم اولاجوان توانست دو مرتبه در سالهای ۱۹۹۴ و ۱۹۹۵ هیوستون راکتس را به مقام قهرمانی لیگ برساند. او و کلاید درکسلر یکی از ماندگارهای این ورزش اند.

## نگارخانه

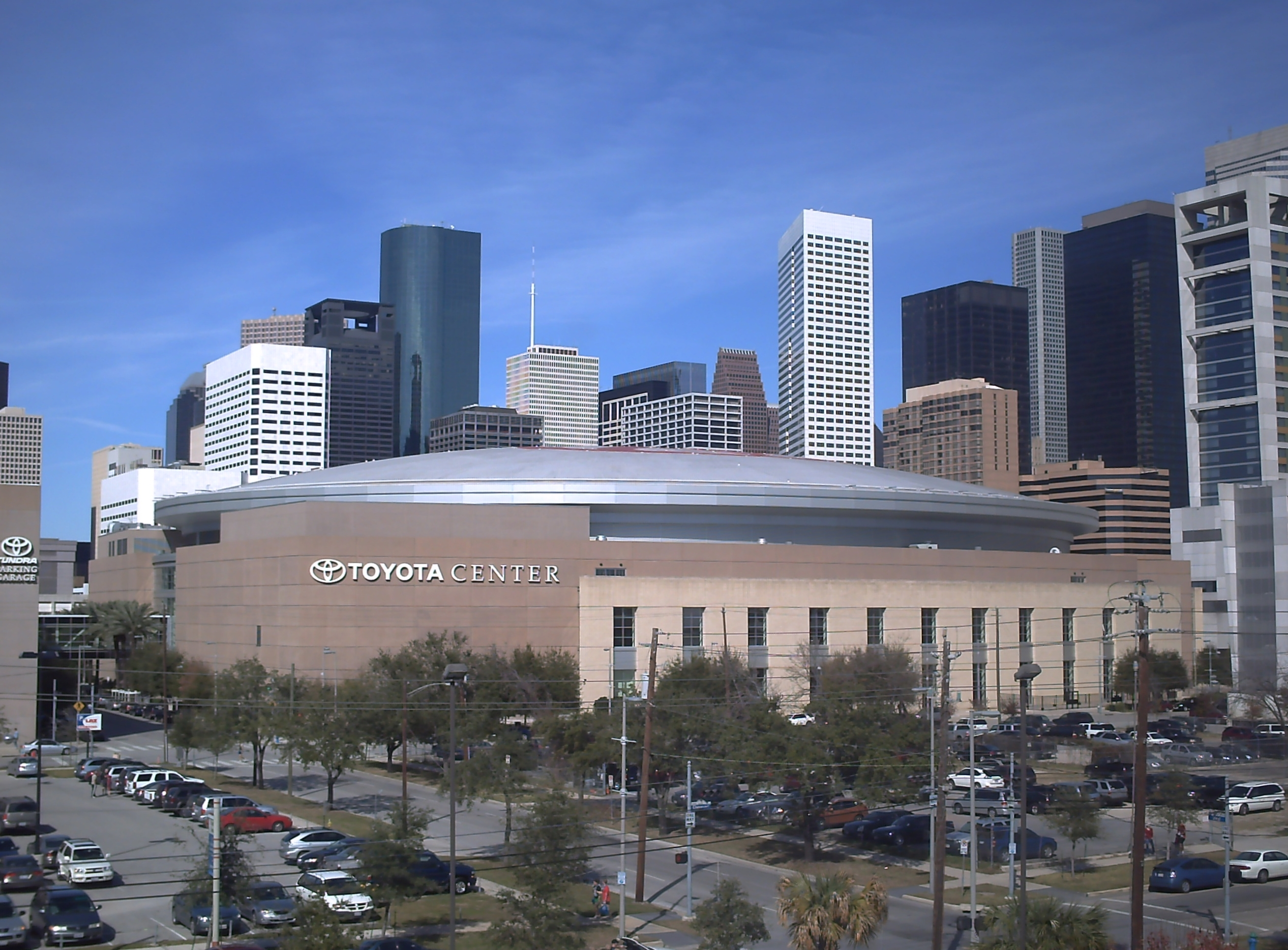
تویوتا سنتر
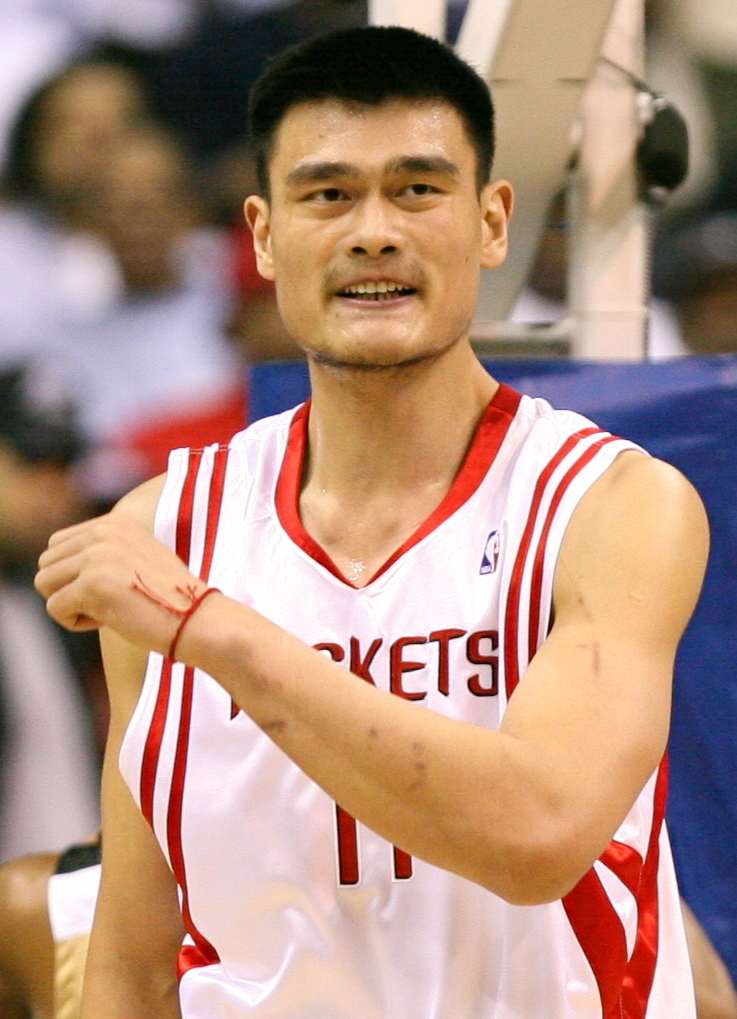
یائو مینگ
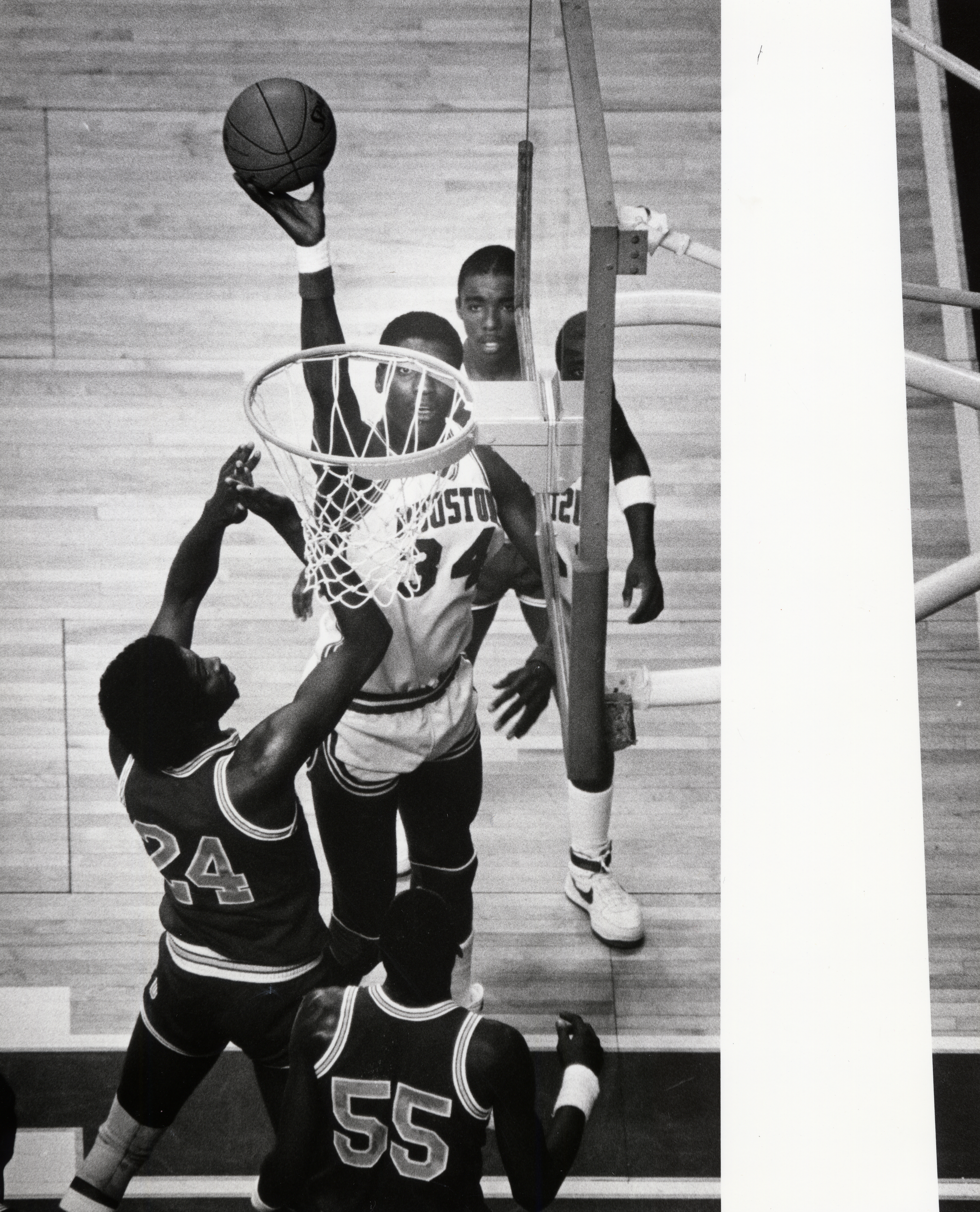
حکیم اولاجوان

== طرفداران == تراویس اسکات
در میان مشاهیر، زی زی تاپ، امیلیا کلارک و بیانسه از طرفداران بزرگ این تیم محسوب می‌گردند.

## وبگاه رسمی
- Houston Rockets